# Дубровник (птица)
Дубровник (лат. Emberiza aureola) — птица из семейства овсянковых.

## Описание
Небольшая птица. Горло, брюшко, грудь жёлтые. Окраска спинки, хвостового оперения и крыльев пёстрая, у самцов темнее, чем у самок. Летом окрас головы самца становится почти чёрным.
В Красную книгу МСОП внесён как вид на грани исчезновения.

## Голос
Голос, как и у большинства овсянок, — негромкое циканье. Песня самца, простая, но очень приятная, состоит из звонких флейтовых свистов. Самцы дубровников наряду с обыкновенной овсянкой входят в число учителей молодых кенаров овсяночного напева.

## Распространение
Гнездится почти на всей территории России и Восточной Европы. Западная граница ареала доходит до Финляндии, восточная — до берегов Японии. Зимует в южной части Китая и в Юго-восточной Азии.

## Питание
Питаются семенами и насекомыми.

## Образ жизни
Дубровники населяют луговые поймы, приозёрные низины, краевые участки болот, пустоши с разреженным кустарником.

## Размножение
В Европе предпочитает влажные местообитания — речные долины, луга с кустарниками, болота, поймы и опушки. Гнездится, как большинство овсянок, на земле. В кладке 4—5 блестящих зеленовато-серых или оливковых с бурыми пятнышками яиц. Насиживает преимущественно самка, самец кормит её и изредка сменяет. Срок насиживания — 13 дней; птенцы покидают гнездо через две недели. В год бывает только один выводок, так как дубровники рано улетают на зимовку — в начале августа. Это связано с тем, что дубровник, как и обыкновенная чечевица, летит сложным путём — сначала на восток, а потом в южном направлении. Прилетает к местам гнездования он также довольно поздно — в мае. По этой же причине послебрачная линька происходит у дубровников на местах зимовок.

## Галерея

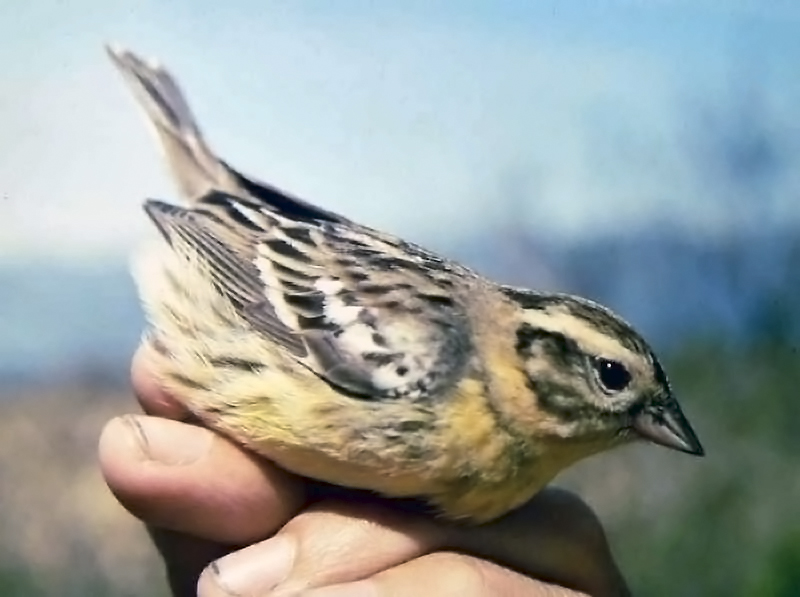
В руке человека
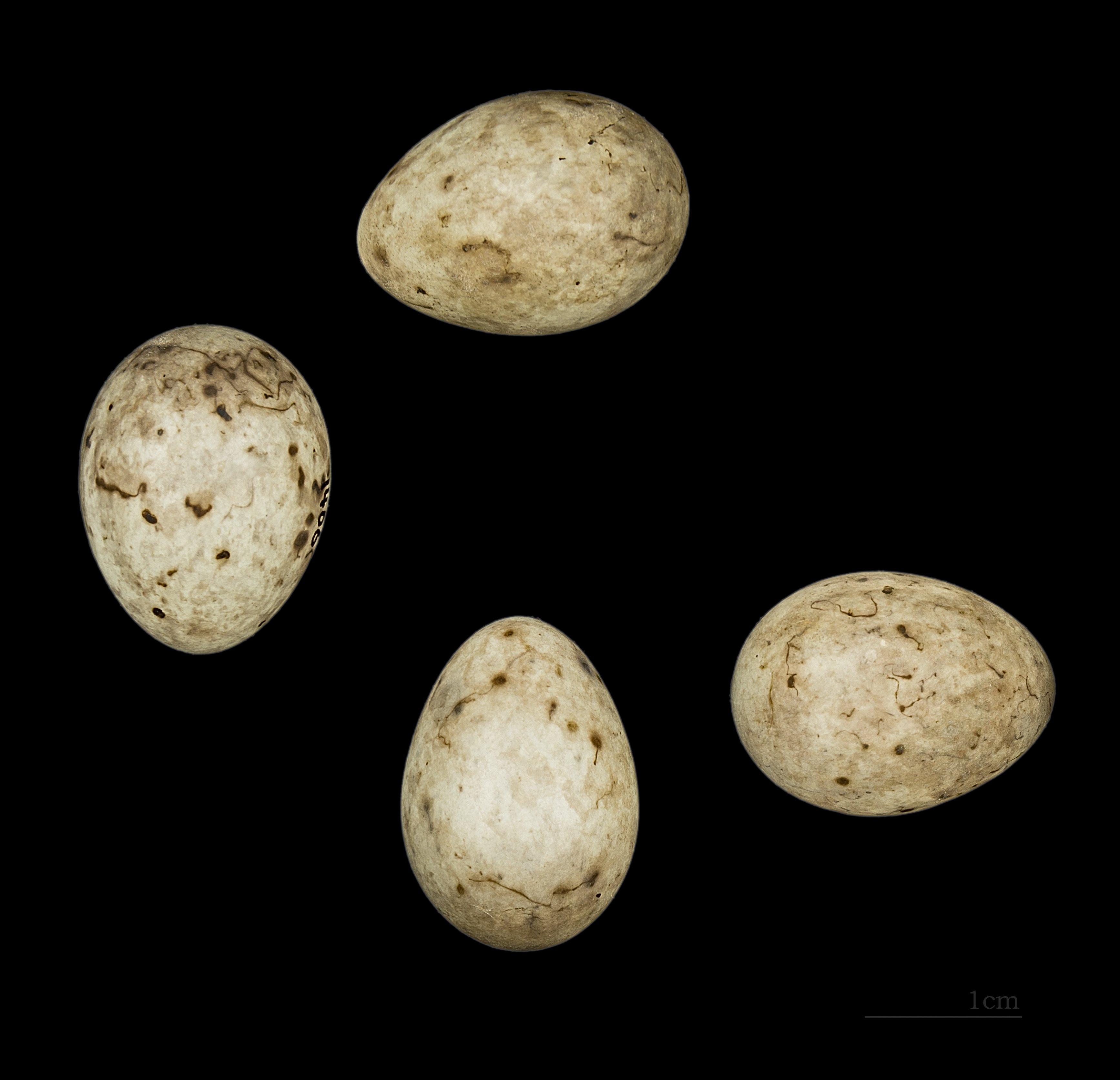
Яйца подвида Emberiza aureola в Тулузском музее
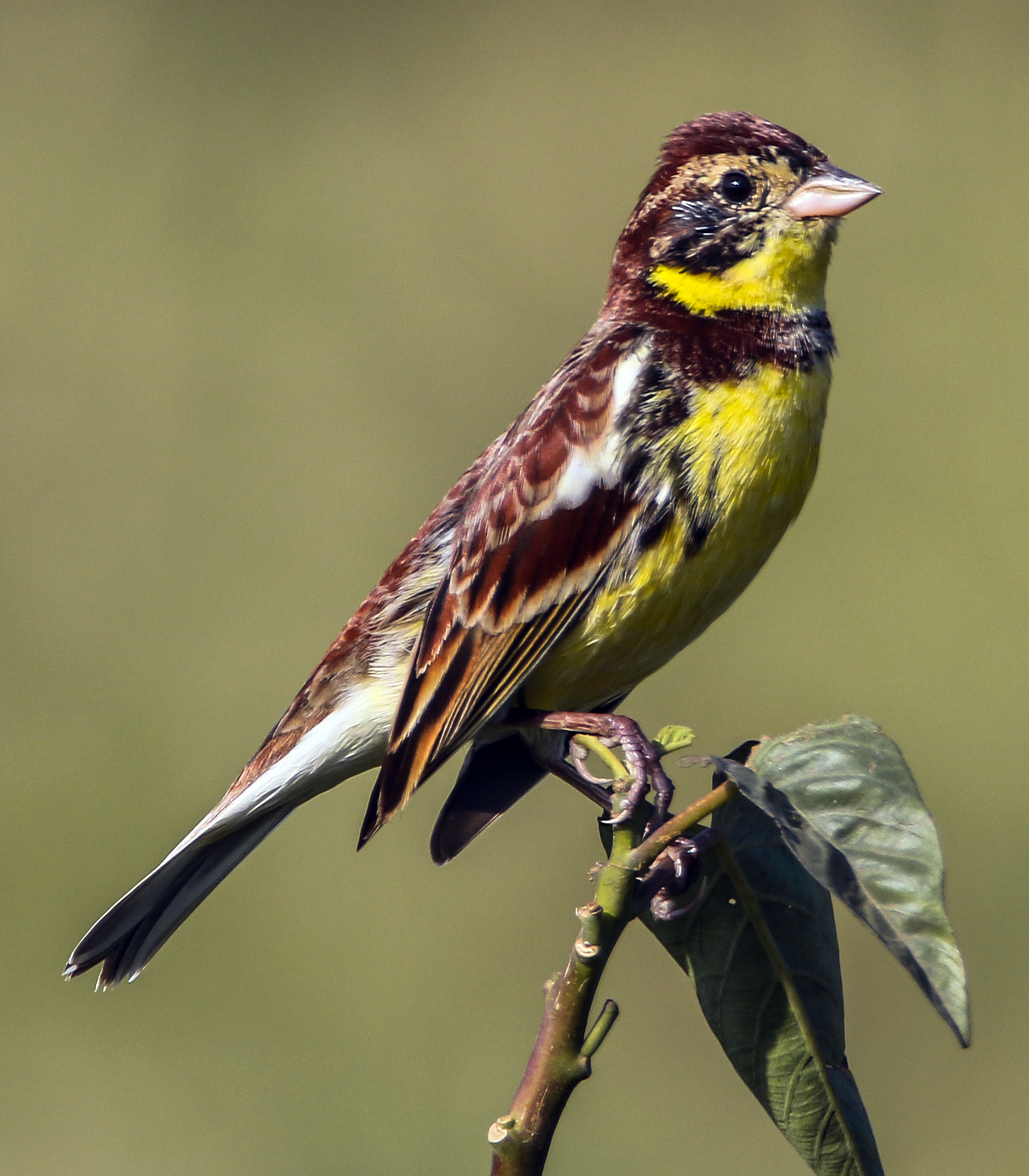
Дубровник в Непале

## Подвиды
- Emberiza aureola aureola Pallas, 1773
- Emberiza aureola ornata Shulpin, 1928